# ザ・ビートルズ MONO BOX
『ザ・ビートルズ MONO BOX』（英語: The Beatles in Mono）は、ビートルズのボックス・セットである。2009年9月9日発売。邦題は「ザ・ビートルズ・モノ・ボックス」とされることもある。

## 概要
『ザ・ビートルズ BOX』や音楽ゲーム『The Beatles: Rock Band』（日本未発売）と同時発売。
『プリーズ・プリーズ・ミー』から『ザ・ビートルズ（ホワイト・アルバム）』までのイギリス盤公式オリジナル・アルバム8作品とアメリカ編集盤『マジカル・ミステリー・ツアー』、これらのアルバムに収録されなかった楽曲及び未発表となっていたモノラル・ミックスを集めた編集盤『モノ・マスターズ』をコンパイルした作品。なお、『イエロー・サブマリン』と、モノラル盤が制作されていない『アビー・ロード』『レット・イット・ビー』の3作品は本作に未収録となっており、『イエロー・サブマリン』に収録の新曲4曲のモノラル・ミックスは、『モノ・マスターズ』に収録されている。1987年の初CD化の際にジョージ・マーティンによってリミックスが施された『ヘルプ!』『ラバー・ソウル』の2作品には、1965年発売当時のステレオ・ミックスが追加収録されている。
本作は初回生産限定盤とされており、発売直後よりファンが殺到し、間もなくして入手困難となり、追加生産を求める声が多数挙がっていた。その後アンコール・プレスが行われ、12月16日に発売となった。なお、初回プレスでは、帯の色が白だったが、アンコール・プレスでは黒に変更されている。
2014年9月8日にモノラルLPボックス・セット『MONO LP BOX』が発売された。日本では9月10日に発売された。

## 内容
- DISC 1 : 『プリーズ・プリーズ・ミー』
- DISC 2 : 『ウィズ・ザ・ビートルズ』
- DISC 3 : 『ハード・デイズ・ナイト』
- DISC 4 : 『ビートルズ・フォー・セール』
- DISC 5 : 『ヘルプ!』
- DISC 6 : 『ラバー・ソウル』
- DISC 7 : 『リボルバー』
- DISC 8 : 『サージェント・ペパーズ・ロンリー・ハーツ・クラブ・バンド』
- DISC 9 : 『マジカル・ミステリー・ツアー』
- DISC 10-11 : 『ザ・ビートルズ（ホワイト・アルバム）』
- DISC 12-13 : 『モノ・マスターズ』